# Clemelis majuscula
Clemelis majuscula là một loài ruồi trong họ Tachinidae.